# Canopus Hill
Canopus Hill är en kulle i territoriet Falklandsöarna (Storbritannien). Den ligger i den östra delen av ögruppen, 4 km nordost om huvudstaden Stanley. Toppen på Canopus Hill är 30 meter över havet.